# Jack Dolbin
Jack Dolbin, született John Tice Dolbin Jr. (Pottsville, Pennsylvania, 1948. október 12. – Allentown, Pennsylvania, 2019. augusztus 1.) amerikai amerikaifutball-játékos.

## Pályafutása
A Wake Forest University csapatában játszott, majd az ACFL szereplő Pottstown Firebirds együttesében szerepelt. 1971-ben az SFL-ben a Schuylkill County Coal Crackers játékosa volt. 1974-ben a Chicago Fire csapatával a World Football League-ben szerepelt, ahol az egyik legsikeresebb játékosnak számított. 1975 és 1979 között volt NFL-játékos a Denver Broncos színeiben. Öt idényen át volt a Broncos játékosa. Tagja volt az 1978-as döntős csapatnak, ahol a Dallas Cowboys ellen 27–10-es vereséget szenvedtek.

## Sikerei, díjai
- Super Bowl
  - döntős: 1978
- AFC
  - győztes: 1977-es NFL-szezon
- Pennsylvania Sports Hall of Fame (1982)